# جون هايلي
جون هيلي (ولد في 13 فبراير 1960) هو سياسي بريطاني يشغل منصب وزير الدولة للدفاع منذ يوليو 2024. وهو عضو في حزب العمال البريطاني، وكان عضوًا في البرلمان عن راومارش ووكونيسبورو، وسابقًا عن وينتوورث ووينتوورث وديرن، منذ عام 1997.
شغل هيلي منصب وكيل وزارة الدولة البرلماني لشؤون المهارات للبالغين في حكومة توني بلير من عام 2001 إلى عام 2002، ووزير الاقتصاد في وزارة الخزانة من عام 2002 إلى عام 2005، ووزير المالية في وزارة الخزانة من عام 2005 إلى عام 2007، وتحت حكومة جوردون براون كوزير دولة للحكومة المحلية من عام 2007 إلى عام 2009، ووزير دولة للإسكان والتخطيط من عام 2009 إلى عام 2010.
بعد الانتخابات العامة لعام 2010 انتُخب لعضوية حكومة الظل، وعُيّن وزيرًا للصحة في حكومة الظل من قِبَل إد ميليباند. تنحى عن منصبه في أكتوبر 2011 وخلفه آندي بيرنهام. كما شغل منصب وزير الإسكان في حكومة الظل من عام 2016 إلى عام 2020 في عهد جيرمي كوربين، وعمل جنبًا إلى جنب مع أندرو غوين، وزير الدولة لشؤون المجتمعات والحكم المحلي في حكومة الظل.

## للحياة المبكرة والتعليم
وُلِد جون هيلي في 13 فبراير 1960 في ويكفيلد، وهو ابن أيدان هيلي، الحاصل على وسام الإمبراطورية البريطانية. تلقى تعليمه في مدرسة ليدي لوملي في بيكرينج قبل الالتحاق بمدرسة سانت بيترز المستقلة في يورك للصف السادس. درس العلوم الاجتماعية والسياسية في كلية المسيح في كامبريدج حيث حصل على درجة البكالوريوس عام 1982.
عمل هيلي كصحفي ونائب رئيس تحرير مجلة The House، المجلة الداخلية لقصر وستمنستر، لمدة عام في عام 1983. وفي عام 1984 أصبح ناشطًا متفرغًا في مجال حقوق ذوي الإعاقة في العديد من الجمعيات الخيرية الوطنية.
انضم هيلي إلى شركة إيشوز كوميونيكيشنز عام 1990 كمدير حملة قبل أن يصبح رئيسًا للاتصالات في نقابة عمال التصنيع والعلوم والتمويل عام 1992. عُيّن مديرًا للحملة في مؤتمر النقابات العمالية عام 1994، وظل في هذا المنصب حتى انتخابه لمجلس العموم. كما عمل محاضرًا في كلية إدارة الأعمال بجامعة أوبن.

## المسيرة البرلمانية
كانت أول محاولة لهيلي لدخول البرلمان كمرشح عن رايديل في الانتخابات العامة عام 1992، حيث احتل المركز الثالث بنسبة 13.8% من الأصوات خلف النائب المحافظ الحالي جون غرينواي والديمقراطية الليبرالية إليزابيث شيلدز.

### في الحكومة (1997–2010)
في الانتخابات العامة لعام 1997، كان هيلي مرشح حزب العمال عن دائرة وينتوورث، والتي أصبحت متاحة بعد تقاعد النائب العمالي بيتر هاردي. انتُخب هيلي لعضوية البرلمان بنسبة 72.3٪ من الأصوات وأغلبية 23959 صوتًا.
شغل هيلي منصب عضو في قسم التعليم والتوظيف المختارة من عام 1997 حتى أصبح السكرتير البرلماني الخاص لوزير الخزانة جوردون براون في عام 1999.
في الانتخابات العامة لعام 2001، أعيد انتخاب هيلي عضوًا في البرلمان عن وينتوورث بنسبة تصويت منخفضة بلغت 67.5% وأغلبية منخفضة بلغت 16449 صوتًا. بعد الانتخابات، تم تعيينه وكيلًا برلمانيًا لوزير الدولة لشؤون مهارات البالغين في وزارة التعليم والمهارات.